# Frank Meier
Frank Meier, né en Autriche en 1884 et mort en 1947, est un barman français, connu pour avoir été responsable du bar de l'Hôtel Ritz à Paris entre 1921 et 1947, et en particulier entre 1940 et 1944 pendant la période de l'occupation de la France par l'Allemagne pendant la Seconde Guerre mondiale.

## Biographie
Né en Autriche, Frank Meier quitte l'Europe pour Londres puis les États-Unis au début de XXe siècle, où il apprend l'art du cocktail avec Charles Mahoney à l'hôtel Hoffman House à New-York. Engagé dans la Légion étrangère pendant la Première Guerre mondiale, il obtient la nationalité française en 1921 et devient barman de l'Hôtel Ritz à Paris la même année.
Il devient l'un des plus grands barmen du monde entre les deux guerres mondiales,. Plusieurs célébrités seront clients de l'hôtel à cette époque, ainsi que du bar tenu par Meier, donc Coco Chanel, Jean Cocteau, Ella Fitzgerald, Sacha Guitry ou Ernest Hemingway.
Lors de l'occupation allemande de Paris, l'hôtel Ritz sert de quartier général pour des hauts dignitaires nazis à Paris, tout en restant ouvert au public. Pendant cette période, Frank Meier aurait servi de boîte aux lettres morte pour l'opération Walkyrie

## Dans la littérature
Frank Meier est le héros du roman historique Le Barman du Ritz, écrit par Philippe Collin et publié en 2024, dans lequel il raconte la période où Frank Meier est barman au Ritz lors de l'occupation allemande de la deuxième guerre mondiale.

## References
1. ↑  Philippe Collin: «Durant la Seconde Guerre mondiale, le Ritz était un modèle réduit de la France occupée», historia.fr, 23 avril 2024, entretien avec Elise Neyret
2. ↑  « Une figure mythique » : l’incroyable histoire du barman juif du Ritz qui servait des clients nazis, leparisien.fr, 3 mai 2024, par Yves Jaeglé
3. ↑  Isabelle Monnart, « ”Le Barman du Ritz” ou l’histoire de Frank Meier, qui étanchait la soif des Allemands sous l’Occupation », sur lalibre.be, 6 mai 2024.